# CE Lleida Bàsquet
CE Lleida Bàsquet ist ein nicht mehr am Spielbetrieb teilnehmender spanischer Basketballverein aus Lleida, Katalonien.

## Geschichte
Der Verein wurde 1997 als Oli Baró de Maials gegründet. Er entstand durch den Zusammenschluss diverser kleiner Klubs aus Lleida. In der Saison 2000/01 spielte die Mannschaft um den Aufstieg in die höchste spanische Basketball-Liga, die Liga ACB. Die entscheidenden Duelle gegen Menorca Bàsquet wurden siegreich bestritten. Nachdem feststand, dass man die folgende Saison in der ersten Liga spielen würde, gewann das Team noch die Meisterschaft der zweiten Liga.
In der ersten Saison im Oberhaus erreichte Lleida direkt die Play-offs um die spanische Meisterschaft. Gegner im Viertelfinale war der FC Barcelona, der die Serie mit 3:1 für sich entscheiden konnte. Während man im Folgejahr die erneute Play-off-Teilnahme nur um zwei Siege verpasste, stürzte das Team 2004 ab und hielt sich als Tabellen-16. knapp in der Liga. In der Saison 2004/05 verschlechterten sich die Leistungen nochmal deutlich, sodass der Abstieg in die zweite Spielklasse folgte. Dort gehörte der Verein nicht mehr zu den Anwärtern auf den Aufstieg und erreichte nur noch zweimal das Viertelfinale der Play-offs.
Zur Saison 2012/13 trat der Verein nicht mehr in einer Liga an, da er aus wirtschaftlichen Gründen nicht konkurrenzfähig gewesen wäre. Mit Força Lleida CE gibt es einen neu geschaffenen Klub in Lleida, der in der zweiten Liga, der Liga Española de Baloncesto, spielt.

## Europapokal
Unter dem Namen Caprabo Lleida nahm der Verein zweimal am ULEB Cup teil. In der Saison 2002/03 erreichte die Mannschaft in einer Sechsergruppe den zweiten Platz und qualifizierte sich für das Achtelfinale. Dort wurde der zum damaligen Zeitpunkt amtierende russische Meister Ural Great Perm besiegt. Im Viertelfinale unterlag Lleida den Slowenen von KK Krka. In der Saison 2003/04 bezwang das Team in der Gruppenphase zweimal Rhein Energie Köln und wurde Gruppensieger. Im Achtelfinale setzte man sich in zwei engen Spielen gegen Makedonikos Thessaloniki durch. Wie im Vorjahr scheiterte das Team im Viertelfinale. Die Landsleute vom Club Baloncesto Estudiantes waren insgesamt 13 Punkte besser als Lleida.

## Namensgeschichte
- CE Lleida Bàsquet (1997–1999)
- Caprabo Lleida (1999–2004)
- Plus Pujol Lleida (2004–2009)
- Avantmèdic Lleida (2009–2010)
- Lleida Bàsquet (2010–2011)
- Lleida Basquetbol (2011–2012)

## Halle
Der Verein trägt seine Heimspiele in der 6.100 Plätze umfassenden Pavelló Barris Nord aus.

## Erfolge
- 2 × Viertelfinalist ULEB Cup (2003, 2004)
- Spanischer Zweitligameister (2001)

## Bekannte ehemalige Spieler
- Dickey Simpkins (2005)
- Johnny Rogers (2002–2003)